# Биология (альбом)
«Биология» (укр. «Біологія») — третій альбом українського гурту «ВІА Гра».

## Історія альбому
Випустивши альбом «Стоп! Снято!» у квітні 2003 року, солістки пообіцяли шанувальникам, що наступна їхня платівка вийде восени того ж року. Журналісти, проте, скептично поставилися до цієї заяви, очікуючи вихід альбому мінімум навесні 2004 року . Однак 12 листопада 2003 року, всього через кілька місяців після виходу альбому «Стоп! Снято!», третій студійний альбом гурту був випущений.
Презентація титульної пісні «Біологія» відбулася у передачі «Тотальне шоу» на телеканалі MTV в листопаді 2003 року.

## Про альбом
«Биология» зроблена за тим же принципом, що і попередня робота групи «Стоп! Снято!» — кілька пісень плюс ремікси. Однак, на відміну від попереднього альбому, складеного з відомих до моменту релізу треків, на «Биологии» було представлено декілька раніше невідомих пісень.

## Презентація
12 листопада 2003 року відбувся реліз альбому «Биология». У той же день у Новому Манежі (Москва) пройшла його презентація. Там же група отримала нагороду «Золотий диск НФПФ» за свій попередній альбом «Стоп! Знято!» . Після презентації тріо вирушило на гастролі з новою програмою «Біологія».

## Комерційний успіх альбому
Незважаючи на відсутність попередньої реклами 
, альбом незабаром став лідером продажів Sony Music Russia ., а пізніше отримав нагороду «Золотий диск» від НФПФ . Згідно з російським виданням журналу «Billboard», за перші 6 місяців було продано більше 1.300.000 копій цього альбому в СНД.

## Варіанти видання
Альбом вийшов у звичайному і колекційному варіантах, у версії для Ізраїлю, на обкладинці якої російські назви альбому та групи дублювалися англійськими, у версії для Україні, на міні-диску формату mp3, на аудіокасетах в Росії та України, а також перевиданий компанією CD Land в 2005 році в спрощеному варіанті в Росії і України.
Альбом вийшов з двома видами обкладинок — на одній Анна Сєдокова стоїть і посміхається, як і інші дві дівчинки, а на другий версії обкладинки Ганна злегка нагнулася і здивовано дивиться вниз. Ці два варіанти обкладинок також розрізняються фотографіями на розвороті буклет а.

### DVDв колекційному виданні
| Назва                                              | Музика                         | Слова                            | Режисер            |
| -------------------------------------------------- | ------------------------------ | -------------------------------- | ------------------ |
| Океан и три реки (спільно з Валерієм Меладзе)      | Костянтин Меладзе, Юрій Шепета | Костянтин Меладзе                | Семен Горов        |
| «ВІА Гра в Японії» («愛 の 罠 / Убий мою подругу») | Костянтин Меладзе              | Jun Shiobuki / Костянтин Меладзе | Володимир Пасічник |

## Список композицій
| №  | Назва                                         | Автори                               | Тривалість |
| -- | --------------------------------------------- | ------------------------------------ | ---------- |
| 1  | Біологія                                      | Костянтин Меладзе, Юрій Шепета       | 3:46       |
| 2  | Океан и три реки (спільно з Валерієм Меладзе) | Костянтин Меладзе, Юрій Шепета       | 3:40       |
| 3  | Мир, о котором я не знала до тебя             | Костянтин Меладзе, Юрій Шепета       | 3:58       |
| 4  | Не надо                                       | Костянтин Меладзе, Юрій Шепета       | 2:59       |
| 5  | В этом ты профессор                           | Костянтин Меладзе, Юрій Шепета       | 3:57       |
| 6  | Продюсер                                      | Костянтин Меладзе, Юрій Шепета       | 4:04       |
| 7  | Биология (club mix by RainMan)                | Костянтин Меладзе, RainMan           | 3:11       |
| 8  | Биология (jungle mix by RainMan)              | Костянтин Меладзе, RainMan           | 3:29       |
| 9  | Не надо (latin mix by RainMan)                | Костянтин Меладзе, RainMan           | 2:58       |
| 10 | Не надо (dance mix by RainMan)                | Костянтин Меладзе, RainMan           | 3:33       |
| 11 | Вот таки дела (версія пісні «Я не зрозуміла») | Костянтин Меладзе, Юрій Шепета       | 3:38       |
| 12 | Стоп! Стоп! Стоп! (Upbeat version)            | Костянтин Меладзе, Володимир Бебешко | 3:51       |
| 13 | Стоп! Стоп! Стоп! (R & B version)             | Костянтин Меладзе, Михайло Некрасов  | 3:52       |

## Над альбомом працювали
- Вокал — Анна Сєдокова, Надія Грановська, Віра Брежнєва
- Бек-вокал — Костянтин Меладзе, Наталя Гура
- Co-продюсери — Олексій «К.» Рузін (треки 7 — 13)
- Звукорежисер — Володимир Бебешко
- Продюсери — Димитрій Костюк, Костянтин Меладзе
- Саксофон — Ігор Рудий
- Скрипка — Іван «Грозний»
- Гітара — Стефан Василишин
- Продакт-менеджер — Юлія Секарева
- Фотограф — Володимир Максимов
- Дизайн — Володимир Пасічник, Юрій Задімідько

## Сингли
| -    | Дата релізу                       | Назва                      | Примітка |
| 2003 | Вот такие дела                    |                            |          |
| 2003 | Океан и три реки                  | Спільно з Валерієм Меладзе |          |
| 2004 | Не надо                           | Радіосингл                 |          |
| 2004 | Биология                          |                            |          |
| 2004 | Мир, о котором я не знала до тебя |                            |          |